# Pallavolo ai Giochi sudamericani - Torneo femminile
Il torneo femminile di pallavolo ai Giochi sudamericani è una competizione pallavolistica per squadre nazionali sudamericane, organizzata con cadenza quadriennale dall'ODESUR, durante i Giochi sudamericani.

## Edizioni
| Edizione      | Edizione          | Podio         | Podio         | Podio         |               |
| Anno          | Organizzatore     | Campione      | Seconda       | Terza         |               |
| ------------- | ----------------- | ------------- | ------------- | ------------- | ------------- |
| 1978 Dettagli | La Paz            | Bolivia       | Paraguay      | -             |               |
| 1982 Dettagli | Rosario           | Perù          | Brasile       | Argentina     |               |
| 1986-2006     | -                 | Non disputato | Non disputato | Non disputato | Non disputato |
| 2010 Dettagli | Medellín          | Brasile       | Argentina     | Perù          |               |
| 2014 Dettagli | Santiago del Cile | Argentina     | Cile          | Brasile       |               |
| 2018 Dettagli | Cochabamba        | Colombia      | Argentina     | Perù          |               |
| 2022 Dettagli | Asunción          | Perù          | Argentina     | Cile          |               |

## Medagliere
| Pos. | Squadra   | 1º posto | 2º posto | 3º posto | Totale |
| ---- | --------- | -------- | -------- | -------- | ------ |
| 1    | Perù      | 2        | -        | 2        | 4      |
| 2    | Argentina | 1        | 3        | 1        | 5      |
| 3    | Brasile   | 1        | 1        | 1        | 3      |
| 4    | Bolivia   | 1        | -        | -        | 1      |
| 4    | Colombia  | 1        | -        | -        | 1      |
| 6    | Cile      | -        | -        | 2        | 2      |
| 7    | Paraguay  | -        | -        | 1        | 1      |